# Massacres de Ghraneidj et d'al-Keshkeyyi
Les massacres de Ghraneidj et d'al-Keshkeyyi ont eu lieu lors de la guerre civile syrienne dans le gouvernorat de Deir ez-Zor. Ils sont commis par les troupes de l'État islamique contre la tribu des Chaïtat qui s'était révoltée contre les djihadistes.

## Déroulement
En août 2014, menée par le cheikh Rafaa Aakla al Radjou, la tribu sunnite des Chaïtat se révolte contre l'État islamique. Celle-ci compte 70 000 membres et s'oppose à la prise de contrôle en juillet par les djihadistes des gisements de pétrole de Tanak et d'al-Omar, principale source de revenus des Chaitat. Les forces de l'EI réagissent brutalement. Selon l'Observatoire syrien des droits de l'homme (OSDH), 700 personnes sont massacrées en deux semaines, dont 100 combattants et 600 civils. 300 personnes sont notamment tuées en une journée à Ghraneidj,,,,.
Après la répression, l'État islamique autorise les Chaïtat à regagner leurs terres et leurs villages à la condition de respecter un couvre-feu nocturne, de ne pas se rassembler et de ne pas porter d'armes. Certains rejoignent les rangs de l'EI. En décembre, les Chaïtat de retour chez eux découvrent un nouveau charnier dans le désert d'al-Keshkeyyi. L'OSDH indique alors qu'il contient plus de 230 corps, en majorité des civils et pour certains décapités. Le bilan total de la répression des Chaïtat passe alors à plus de 900 morts,,.